# Aaron Civale
Aaron James Civale (East Windsor, 12 giugno 1995) è un giocatore di baseball statunitense, lanciatore partente per i Cleveland Guardians della Major League Baseball.

## Carriera

### Inizi e Minor League (MiLB)
Dopo aver frequentato il Loomis Chaffee School a Windsor (Connecticut), si iscrisse alla Northeastern University dove giocò come lanciatore per la squadra locale dei Northeastern Huskies. Al termine di una stagione conclusa con 9 vittorie e 3 sconfitte con una media PGL di 1,73 fu premiato come lanciatore dell'anno dalla Colonial Athletic Association. 
Fu scelto al terzo giro del draft MLB 2016 dai Cleveland Indians.

### Major League (MLB)
Civale debuttò nella MLB il 22 giugno 2019 nell'incontro vinto dagli Indians contro i Detroit Tigers per 2-0: in quell'occasione ottenne la sua prima vittoria dopo aver lanciato per 6 inning senza subire punti, concedendo 2 battute e 3 basi su ball con 6 strike out. Nella stagione 2019 entrò nel libro dei record della MLB divenendo il primo lanciatore dal 1910 ad aver lanciato almeno 5 inning in ciascuna delle sue prime nove partite disputate in carriera, concedendo al massimo due punti per ogni gara. 
Il 24 giugno 2021 venne inserito nella lista degli infortunati per un infortunio al medio della mano destra. Tornò in campo nella MLB il 7 settembre e il 3 ottobre fu il lanciatore partente nell'ultima partita giocata da Cleveland con la storica denominazione Indians: Civale ottenne una vittoria lanciando per 6 inning senza subire punti contro i Texas Rangers. Concluse la stagione con 124.1 inning disputati in 21 partite con 12 vittorie, 5 sconfitte e 3,84 di media PGL.